# 1974年ジェラルド・R・フォード大統領就任式
1974年8月9日金曜、ウォーターゲート事件によるリチャード・ニクソンの辞職に伴い第38代アメリカ合衆国大統領のジェラルド・フォードの就任式がワシントンD.C.のホワイトハウス内のイーストルームで行われた。これは20世紀最後、そして2024年8月現在で最新の臨時の就任式であり、ジェラルド・フォードの唯一の大統領任期（2年164日）の始まりであった。就任宣誓は最高裁判所長官のウォーレン・E・バーガーにより執り行われた。フォードが宣誓した聖書は妻のベティ・フォードが持ち、箴言3章5-6節が開かれていた。フォードは史上9人目となる副大統領任期途中での大統領昇格者である。
1789年の大統領制導入以降9例目となる臨時の就任式であるが、これまでの8例は前任者の任期途中の死によるものであり、前任者の辞職による昇格は史上初めてであった。フォードはこのわずか8ヶ月前にスピロ・アグニューがボルチモア群郡長およびメリーランド州知事時代の収賄事件で辞職したことを受けて副大統領に就任したばかりであった。フォードは史上初めて憲法修正第25条に基づいて副大統領に任命された人物である。また2024年8月21日時点で大統領選挙で勝利することなく副大統領と大統領を務めた唯一の人物である。

## ニクソンの辞任

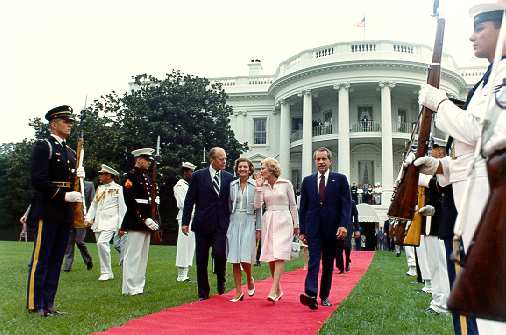
1974年8月9日、就任宣誓前にホワイトハウスのサウスローンからアーミーワンに向かうニクソン夫妻をエスコートするフォード夫妻。

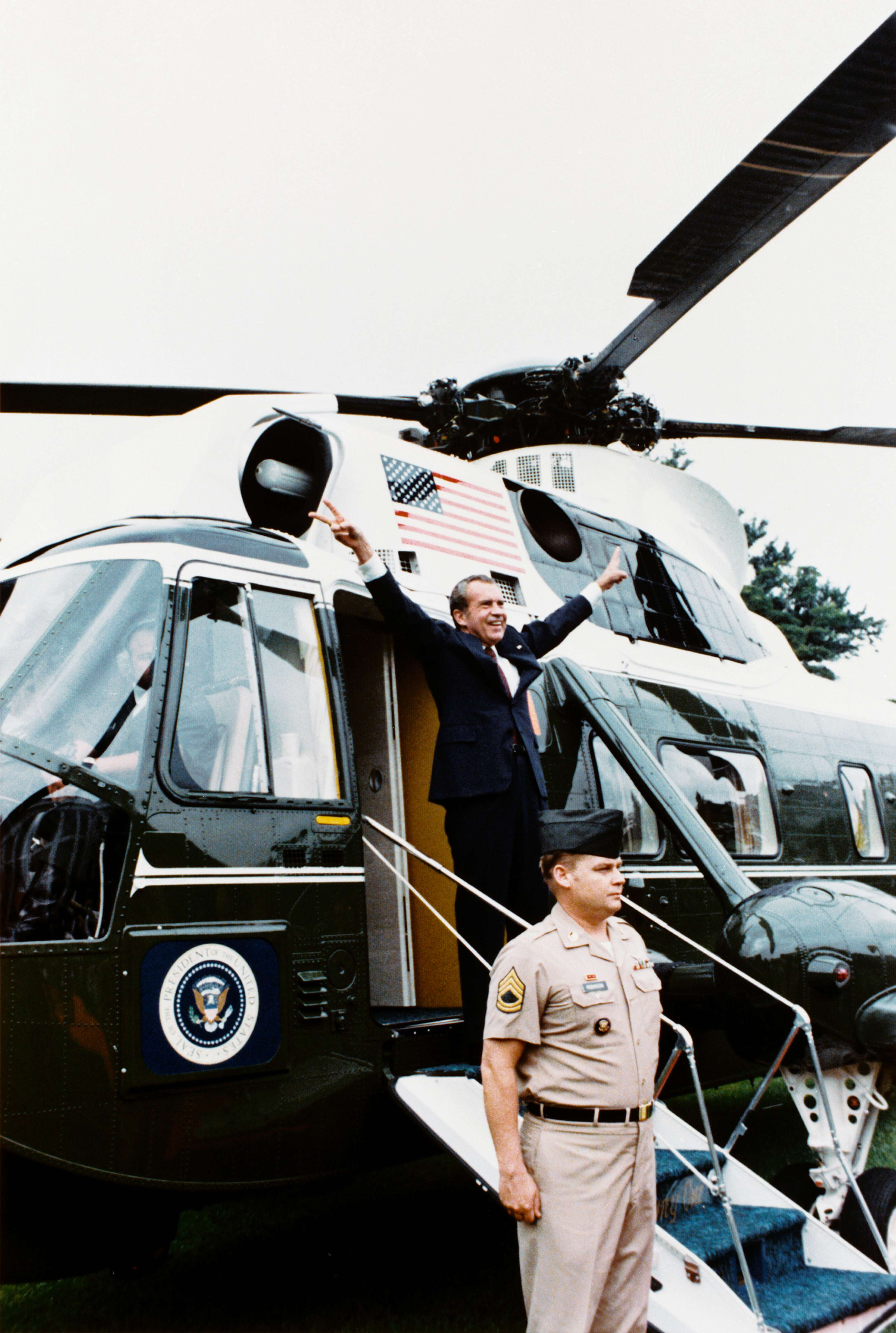
辞職後にVサインをしながらホワイトハウスを去るニクソン。

1974年8月8日、ウォーターゲート事件とその隠蔽工作への関与を理由に弾劾手続きを受けていたリチャード・ニクソン大統領は、テレビ中継される大統領執務室での演説の中で「私は明日（8月9日）の正午をもって大統領職を辞任する」と国民に宣言した。翌朝9時、ニクソンはイーストルームでホワイトハウスのスタッフや閣僚、フォード副大統領などの要人を集めて別れの演説を行った。その後、フォード夫妻によってニクソンとその妻は陸軍のヘリコプターに案内され、ニクソンは「Vサイン」を見せた後にエアフォースワンに乗り込み、カリフォルニア州の「亡命先」へと出発した。核のコードはフォードに預けられた。

## フォードの就任宣誓
ニクソンの辞任は午前11時35分にヘンリー・キッシンジャー国務長官に伝えられた。その瞬間にフォードは第38代大統領に就任したが、正式な宣誓は午後12時5分に行われた。ニクソン元大統領（この時点からは私人）が退去するとホワイトハウスのスタッフはフォードの就任式の準備を始め、退任の際よりも遙かに多い招待客のために追加の椅子が用意された。就任宣誓はホワイトハウスのイーストルームで最高裁判所長官のウォーレン・E・バーガーにより執り行われた。バーガーは当時オランダ旅行中であり、空軍機でワシントンD.C.に戻ってきた。ミシガン大学のフットボールチームでセンターだったフォードが大統領就任後に初めて電話をかけたのは1974年8月10日土曜のことであり、相手は心臓発作を起こしたばかりのオハイオ州州立大学のフットボールチームのコーチのウッディ・ヘイズであった。

## 就任時の演説
大統領就任宣誓の直後にフォードは演説（ロバート・T・ハートマン大統領顧問が作成）を行い、その中で自身が大統領就任に至ったユニークで「ただならぬ状況」に言及した:
私はあなた方の投票で大統領に選出されたわけではないことを痛感しているので、あなた方の祈りをもって私が大統領であることを追認して欲しい。そしてそのような祈りが、この後の多くの祈りの始まりとなることを願っている。あなた方は秘密投票で私を選んでいないが、一方で私自身も密約で大統領の座を得たわけではない。私は大統領選も副大統領選も戦っていない。私はいかなる党派的なプラットフォームにも属していない。この非常に困難な職務を開始するにあたって恩義を感じるのは、他の誰でもない、この女性1人、すなわち私の愛する妻、ベティだけだ。（中略）親愛なるアメリカの皆さん、我々の長い国家的な悪夢は終わった。我々の憲法は機能し、我々の偉大な共和国は法に基づいた政府であり、私物ではない。この国は民衆により支配される。だが公正だけではなく愛、正義だけではなく慈悲を命じる至高の力が我々がそれをいかなる名でそれを表敬するとしても存在する。—ジェラルド・フォード、就任宣誓時の演説
850語に及ぶ演説を終えた後にフォードは新任のジェラルド・ターホルストを記者団に紹介し、閣僚たちと会談した。
フォードはヘンリー・キッシンジャーに新政権での国務長官留任を要請した。その後フォードはNATO諸国の大使と会談した。

## ポップカルチャーでの参照
2015年5月20日に放送された『レイト・ショー・ウィズ・デイヴィッド・レターマン』の最終回ではフォードのアーカイヴ映像に加え、元大統領のジョージ・H・W・ブッシュ、ビル・クリントン、ジョージ・W・ブッシュ、当時現職大統領のバラク・オバマが「我々の長い国家的な悪夢は終わった」と述べる事前収録映像が使われた。